# Tribo de Manassés
A tribo de Manassés (em hebraico: מְנַשֶּׁה, hebraico moderno Mənašše, hebraico tiberiano Mənaššeh, de נשני, naššānî, "feito para esquecer") foi uma das Tribos de Israel. Juntamente com a Tribo de Efraim, Manassés formou também a Casa de José. No seu apogeu, seu território se espalhava ao longo do rio Jordão, formando duas metades, uma em cada lado do rio. 
A metade ocidental da tribo ocupou as terras imediatamente a norte de Efraim, no centro-oeste de Canaã, entre o rio Jordão e a costa do mar Mediterrâneo, fazendo limite ao norte com a Tribo de Issacar, a noroeste com o monte Carmelo; a metade oriental da tribo constituía a parte mais ao norte da tribo, a leste do rio Jordão, ocupando as terras ao norte da tribo de Gade, estendendo-se desde Maanaim ao sul até o monte Hermon, ao norte, e incluindo todo o do planalto de Basã. Esses territórios eram abundantes em terra e  água, uma preciosidade em Canaã, e por isso, constituía uma das mais valiosas partes do planeta; apesar disso, a posição geográfica de Manassés impossibilitava-se de defender três  importantes passagens nas montanhas - Esdraelon, localizada a oeste do rio Jordão, Haurã, a leste e Hamazon ao sul. 
A tribo é representada pelo boi (ox). 